# Louis Edmond Duranty
Louis Émile Edmond Duranty (Parigi, 1833 – 1880) è stato uno scrittore francese.
Sostenitore del realismo prima e dell'impressionismo poi, nel 1870 fu sfidato a duello da Édouard Manet. Fu amico di Edgar Degas, che ne dipinse un ritratto nel 1879. Frequentatore del Café Guerbois, fu autore del saggio Il nuovo dipinto.